# 動物園站 (卡加利)
動物園站（英語：Zoo Station）是一個位於加拿大艾伯塔省卡尔加里的卡加利轻轨車站，為藍線的其中一個車站，介乎桥地／纪念路和巴洛／麦斯贝站之間。該站於1985年4月22日，作為原有藍線的一部份啟用。該站服務卡加利動物園、泰勒斯星火科學館，以及布里奇蘭社區。

## 位置與車站佈局
該站設有一組島式月台。車站位於紀念大道的兩條車道之間，並設有兩條隧道：其中一條連接車站北面與停車轉乘設施，而另外一條則連接車站南面和卡加利動物園。

### 藝術
在風格上，動物園站的設計與卡加利輕鐵系統內的其他車站截然不同，皆因該站包含了動物和恐龙的影像。車站的島式月台可經由紀念大道下的隧道，沿隧道內的坡道前往。位於紀念大道下的隧道亦藏有與動物園相關的永久展品。

## 歷史
為配合卡加利輕鐵於2014年底前改以4節車廂列車營運，所有以3節車廂長度構建的月台均會進行擴建工程。該站除會進行月台擴建工程外，亦會有新的車站裝飾。工程於2014年初進行，為期約6個月。
該站的翻新工程於2017年9月展開，並於2019年3月完成，車站於工程期間仍舊提供服務，未有影響輕鐵運作。翻新內容包括新的牆壁、天花板和地板裝修、加強安全保護（包括新的閉路電視鏡頭）、燈光、機械及電氣系統的提升、更換車站廣播系統、車站標誌與屋面系統，並對車站門（station door）進行設施提升，同時增設了後備電源。